# Friedrich Erdmann
Friedrich August Christian Erdmann (* 16. März 1859 in Dannhorst bei Celle; † 3. Januar 1943 in Neubruchhausen, heute Ortsteil der Stadt Bassum) war ein deutscher Forstmann.

## Leben

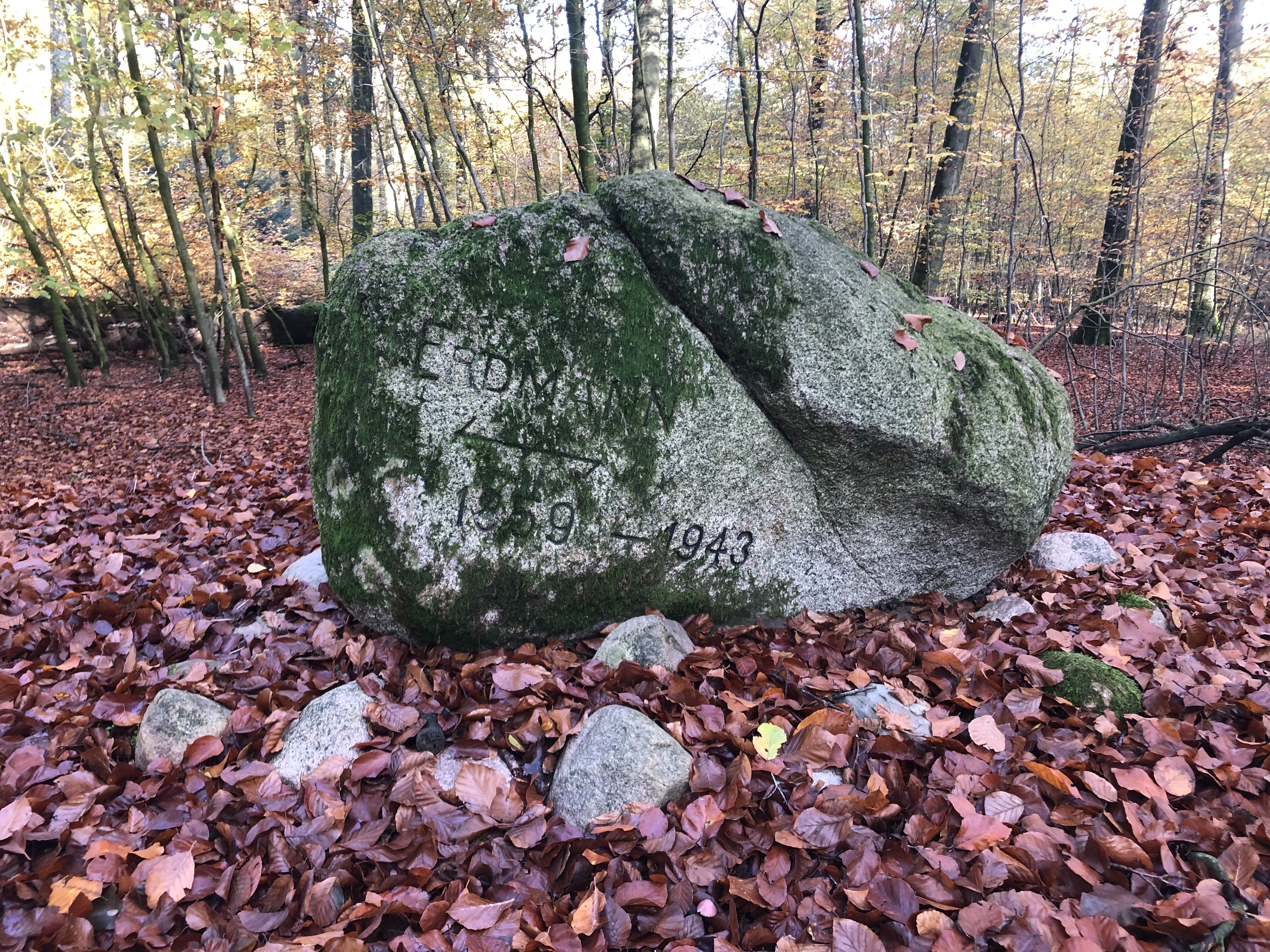
Grab Friedrich Erdmanns im Freidorfer Holz bei Neubruchhausen

Friedrich Erdmann war der Spross einer niedersächsischen Forstmannsfamilie evangelisch-lutherischer Konfession. Sein Vater war der Oberförster in Leese bei Nienburg August Erdmann (1815–1868) und seine Mutter Adelaide (1839–1908) eine Tochter des Meller Rechtsanwalts Friedrich Quaet-Faslem. Er war Neffe des Landesforstrats, Schöpfers des hannoverischen Provinzialforsts und Förderers der Heideaufforstung Georg Quaet-Faslem (1845–1919).
Erdmann studierte an der Forstlichen Hochschule Hannoversch Münden bei Bernard Borggreve. Von diesem nachhaltig beeinflusst, war er in der Folge während seiner Berufslaufbahn mit kurzen Unterbrechungen auf hannoverschen Revieren eingesetzt.
Mit den forstlichen Verhältnissen des nordwestdeutschen Heidegebietes durch eigene Studien und vor allem durch enge Zusammenarbeit mit seinem Onkel bestens vertraut, wurde Erdmann 1892 auf eigenen Wunsch die Bewirtschaftung des Forstamtes Neubruchhausen in der sogenannten Bremer Heide übertragen. Dies war eine Funktion, die er trotz attraktiver Angebote bis zu seinem Eintritt in den Ruhestand 1924 innehatte.
Der unverheiratet gebliebene Erdmann verstarb 1943 im Alter von 83 Jahren in der Alten Oberförsterei zu Neubruchhausen, die er auch nach Eintritt in den Ruhestand bewohnte.

## Bedeutung

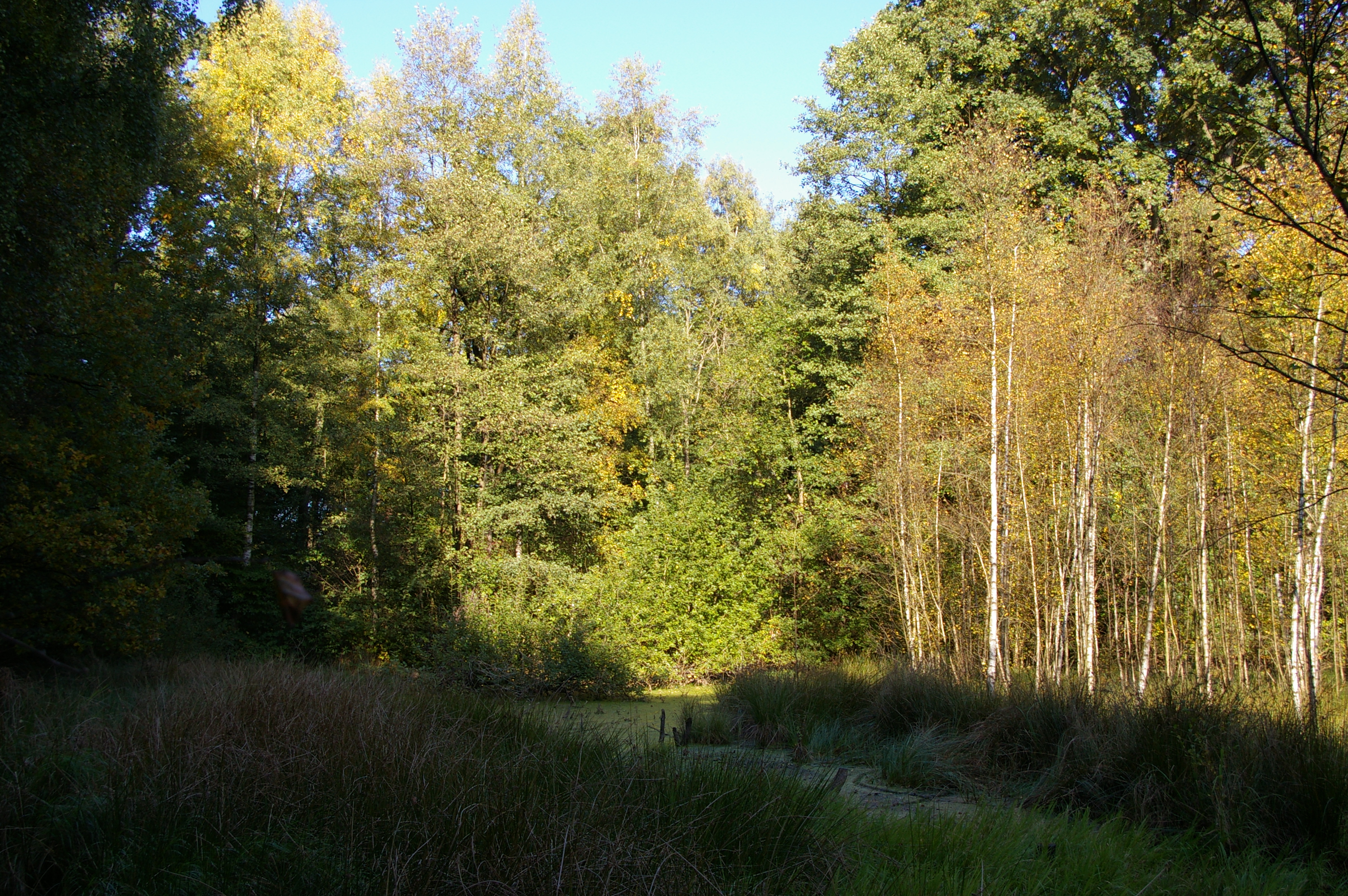
Im Erdmannwald Freidorfer Holz bei Neubruchhausen

Erdmann trat als entschiedener Verfechter eines auf der Notwendigkeit einer betont naturgemäßen Waldbehandlung basierenden modernen wissenschaftlichen Waldbaus hervor. Durch seine Humusforschung schuf er die Voraussetzung für bestmögliche Ertragsleistungen im Wirtschaftswald. In Anerkennung seiner Verdienste um die Forstwissenschaft wurde er zum Ehrendoktor der forstlichen Hochschule Eberswalde sowie zum Ehrenbürger der forstlichen Hochschule Hannoversch Münden ernannt. Darüber hinaus wurde das Forstamt Neubruchhausen nach ihm in Forstamt Erdmannshausen umbenannt.
Am 26. November 2021 wurde bekannt, dass der Bund Deutscher Forstleute die insgesamt zwölf Erdmannwälder im niedersächsischen Forstamt Nienburg südlich von Bremen zum Waldgebiet des Jahres 2022 ausgewählt hat. Im Rahmen des Erdmannprojekts 2030 soll zudem der Grundstein für zwei neue, nach Erdmanns Prinzipien aus Fichten- und Kiefernmonokulturen umgebaute Wälder gelegt werden. Alle historischen Wälder sind seit 2020 durch den 78 km langen Erdmannradweg erschlossen. Für Umweltbildung bietet sich das im größten Erdmannwald Hardenbostel gelegene Waldpädagogikzentrum (ehemals Jugendwaldheim) Hahnhorst an.

## Schriften
- Die Heideaufforstung und die weitere Behandlung der aus ihr hervorgegangenen Bestände. Julius Springer, Berlin 1904.
- Die Nordwestdeutsche Heide in forstlicher Beziehung. Julius Springer, Berlin 1907 (Digitalisat).
- Der zweialtrige Hochwaldbetrieb in der Oberförsterei Neubruchhausen. In: Forstliche Wochenschrift Silva 1920, Nummer 38.
- Die Försterbewegung. Julius Springer, Berlin 1922.
- Waldbau auf natürlicher Grundlage. In: Zeitschrift für Forst- und Jagdwesen 1926, 1. Heft.
- Wirtschaftskrise und Forstverwaltung. Schaper, Hannover 1931.
- Zeitgemässe Forsteinrichtung. Schaper, Hannover 1932.